# Praia do Pombo
A Praia do Pombo é uma praia do Arquipélago de São Tomé e Príncipe, localiza-se a Oeste do ilhéu das Rolas, próxima à Praia Pesqueira e à Praia da Escada.